# قائمة سفراء دولة فلسطين لدى البوسنة والهرسك
سفير دولة فلسطين لدى البوسنة والهرسك هو ممثل دولة فلسطين الرسمي لدى البوسنة والهرسك. يقع مقر السفارة الفلسطينية في سراييفو. ويشغل منصب السفير حاليًا رزق نمورة مسلّم نمورة منذ 25 سبتمبر 2014.

## قائمة السفراء
| رئيس البعثة الدبلوماسية                                                                                    | تاريخ الاعتماد الدبلوماسي | تاريخ الانتهاء | رئيس دولة فلسطين      | رئيس مجلس رئاسة البوسنة والهرسك | ملاحظات |
| --- | ------------------------- | -------------- | --------------------- | ------------------------------- | ------- |
| اعترفت البوسنة والهرسك بدولة فلسطين في 27 مايو 1992. وتم افتتاح السفارة الفلسطينية في سراييفو في عام 2000. |                           |                |                       |                                 |         |
| جمال محمد مصطفى الجردلي                                                                                    |                           |                | ياسر عرفات            |                                 |         |
| ماجد معروف (قائم بالأعمال)                                                                                 | غ/م                       | 2005           | ياسر عرفات محمود عباس |                                 |         |
| زهير صالح محمد الشن                                                                                        | 25 أبريل 2006             | 2008           | محمود عباس            |                                 |         |
| عامر صقر رستم                                                                                              | 2008                      | 2009           | محمود عباس            |                                 |         |
| خالد الأطرش                                                                                                | 19 يناير 2010             | 2014           | محمود عباس            |                                 |         |
| رزق نمورة مسلّم نمورة                                                                                       | 25 سبتمبر 2014            | لا يزال        | محمود عباس            |                                 |         |